# Manglaur
Manglaur é uma cidade  no distrito de Hardwar, no estado indiano de Uttaranchal.

## Demografia
Segundo o censo de 2001, Manglaur tinha uma população de 42,782 habitantes. Os indivíduos do sexo masculino constituem 53% da população e os do sexo feminino 47%. Manglaur tem uma taxa de literacia de 37%, inferior à média nacional de 59.5%: a literacia no sexo masculino é de 43% e no sexo feminino é de 30%. Em Manglaur, 19% da população está abaixo dos 6 anos de idade.